# San Francisco (cóctel)
El San Francisco es un cóctel sin alcohol cuyos ingredientes son jugos de diversas frutas (naranja, limón, piña, melocotón) y granadina, un sirope de granada y azúcar.

## Preparación
Primero se moja en granadina el borde superior del vaso (tumbler). Para este cóctel se recomienda un vaso de tipo long drink (vaso tumbler). Justo después, se pone el vaso boca abajo en un plato con un poco de azúcar. De esta forma se consigue un escarchado rosa, característico del San Francisco.
A continuación se incorpora en una coctelera o en un recipiente para mezclar 4 a 5 cubitos de hielo,
y todos los ingredientes en el siguiente orden:
- 5/10 de Zumo de Naranja,
- 1/10 de Zumo de Limón,
- 2/10 de Zumo de Piña,
- 1/10 de Zumo de Melocotón.

Se agita bien, se sirve en la vaso preparada anteriormente, y se le añade finalmente:
- 1/10 de Granadina.

La granadina se deposita en el fondo, como resultado de la densidad de los líquidos, y de este modo el cóctel presenta un bonito color degradado de naranja a rojo. 
Como decoración (garnish) damos las siguientes ideas: una guinda roja (marrasquino) en el fondo o media rodaja de limón o de naranja en el borde del vaso.